# David Cameron (Dartspieler)
David „Dave“ Cameron (* 15. September 1969 in New Glasgow, Nova Scotia) ist ein kanadischer Dartspieler.

## Werdegang

### Karriereanfang
Cameron begann im Jahre 1990, Darts als Hobby zu betreiben. Im Jahr 1998 bestritt der Kanadier mit den Canada National Championships sein erstes Profiturnier, wo er das Halbfinale erreichte. Außerdem nahm Cameron im gleichen Jahr erstmals an einem Major-Turnier der BDO, den World Masters, teil, schied jedoch bereits nach der 1. Runde des Wettbewerbs aus. Da die meisten großen Dartsturniere in England und somit weit entfernt von Camerons Wohnsitz in Kanada bestritten werden, beschränkte sich der Spieler auf Teilnahmen an kleineren Wettbewerben in Nordamerika und den jährlich stattfindenden World Masters. So nahm er in den Jahren bis 2010 noch sechs weitere Male an den Canada National Championships teil. Sein bestes Ergebnis bei dem jährlich im Juni ausgetragenen Turnier erzielte der Kanadier 2002, als er im Finale dem Weltmeister John Part unterlag. Im Sommer 2008 spielte Cameron erstmals Qualifikationsturniere der PDC, um unter anderem eine Teilnahmeberechtigung für das Las Vegas Dessert Classic zu erhalten, was jedoch nicht zum Erfolg führte. 2011 erreichte Cameron ein weiteres Mal ein Finale eines Dartsturnieres der BDO. Bei den Halifax Open, die in Halifax (Nova Scotia) ausgetragen wurden, scheiterte er erst im Finale am späteren BDO-WM-Finalisten Jeff Smith.

### Turniere in Europa
2011 startete Cameron erstmals einen vergeblichen Versuch, sich für eine Darts-Weltmeisterschaft zu qualifizieren, indem er an einem von der BDO organisierten Qualifier teilnahm. Im gleichen Jahr holte er sich durch einen 5:1-Finalsieg über Bruce Davey den Sieg bei den Canada Open und somit seinen ersten Titel. In der folgenden Zeit gelang es Cameron außerdem kleinere Turniere wie die Quebec Open oder die Newfoundland Open zu gewinnen, jedoch bleiben seine Teilnahmen an in Europa ausgetragenen Turnieren weiter rar. Als sogenannter WDF Regional qualifier konnte Cameron 2014 an seiner ersten Darts-WM teilnehmen, wo er sich jedoch bereits in der Vorrunde gegen den Ex-Weltmeister Martin Adams verlor. Im gleichen Jahr nahm der Kanadier zum ersten Mal an der BDO World Trophy teil. Auch hier schied er bereits früh aus, da er sich dem favorisierten Scott Mitchell geschlagen geben musste. Die Amerika-Meisterschaft der BDO, den WDF Americas Cup konnte sich Cameron als Repräsentant seiner Heimat Kanada hingegen sichern.
In der Folge lud die BDO den Dartspieler 2015 ein zweites Mal zur WM ein, allerdings kam er neuerlich nicht über die Vorrunde hinaus. Für die BDO World Trophy wurde Cameron ein weiteres Mal eingeladen, unterlag sich aber wieder dem Engländer Mitchell in der 1. Runde. Seine dritte WM-Teilnahme in Folge endete für ihn ebenfalls nach der Vorrunde, da er gegen Ted Hankey trotz eines besseren Averages mit 0:3 verlor. Im weiteren Jahresverlauf konnte er sechs BDO-Turniere in seiner Heimat gewinnen, darunter erstmals die Canada National Championships. Zudem kam Cameron bei der BDO World Darts Championship 2017 durch einen 3:1-Sieg gegen den Niederländer Jimmy Hendriks erstmals ins Hauptfeld des Turniers, verlor allerdings sein Erstrunden-Spiel gegen den späteren WM-Finalisten Danny Noppert. Ein Karriere-Highlight stellt die Einladung zu den US Darts Masters 2017 dar, als er im Achtelfinale gegen den ehemaligen Weltmeister Raymond van Barneveld antrat, sich diesem allerdings mit 3:6 geschlagen geben musste. 2018 nahm Cameron das fünfte Mal in Folge an der BDO World Darts Championship teil, verlor aber sein Auftaktmatch gegen den Deutschen Michael Unterbuchner. Ein Jahr später schnitt der Kanadier bei der WM wesentlich besser ab, als er unter anderem Gary Robson aus dem Turnier warf und so das Achtelfinale erreichte.

### Angestrebter Wechsel zur PDC
Als einer von vielen Spielern aus dem Startfeld der BDO World Darts Championship 2019 hat sich Cameron für die UK Q-School der PDC angemeldet. Er erzielte jedoch keinen Gewinn der Tour Card und spielte somit weiterhin die Turniere der WDF, wo er sich als einer der besten Spieler Nordamerikas zeigte. Er gewann die Hub City Open, das Phoenix Open und das Bob Jones Memorial und siegte an der Seite von Jeff Smith beim WDF World Cup 2019. Außerdem erreichte er noch das Finale bei den Halifax Open und den Witch City Open. Somit konnte sich Cameron wieder für die BDO World Darts Championship qualifizieren, verlor jedoch bereits in der Vorrunde gegen Nick Fullwell mit 1:3.
Kurz darauf gewann Cameron die Quebec Open, Port City Open und Hub City Open, bevor die COVID-19-Pandemie seine Dartskarriere unterbrach. Erst bei der WDF World Darts Championship 2022 trat er wieder in Erscheinung, wobei er sein Erstrundenspiel mit 1:2 gegen Ian Jones verlor. Er qualifizierte sich jedoch über einen speziellen Qualifier für das erstmals ausgetragene World Seniors Darts Masters 2022, wo er nach Siegen über unter anderem Kevin Painter und Robert Thornton im Finale die Darts-Legende Phil Taylor mit 6:3 schlagen konnte.
2023 nahm Cameron erstmals an der World Seniors Darts Championship teil. Gegen Richie Howson ging es dabei bis in den letzten Satz, den Cameron jedoch klar verlor und somit ausschied. Bei den Seacoast Open schied Cameron im Halbfinale gegen Leonard Gates aus.
Bei der PDC World Darts Championship 2024 unterlag Cameron Jamie Hughes mit 1:3 in Sätzen. Im Januar 2024 spielte sich Cameron bei den Las Vegas Open ins Halbfinale, unterlag aber dem späteren Sieger Jacob Taylor mit 1:5. Kurz darauf gehörte Cameron zum Starterfeld der World Seniors Darts Championship, blieb jedoch auch hier in Runde eins hängen, dieses Mal gegen seinen Landsmann Jim Long. Bei den US Darts Masters 2024 verlor Cameron mit 0:6 gegen Luke Humphries.
Im Juni war Cameron zusammen mit Matt Campbell das kanadische Team beim World Cup of Darts 2024. Die beiden setzten sich knapp gegen Malaysia durch, unterlagen dann jedoch Kroatien mit 2:4 und schieden somit in der Gruppenphase aus. Beim World Seniors Darts Matchplay 2024 gewann Cameron gegen Kevin Painter mit 8:3, unterlag dann aber John Henderson mit 6:8, der das Turnier später auch gewann. Auf der CDC Pro Tour gewann Cameron in diesem Jahr ein Turnier, konnte sich jedoch nicht erneut für die PDC-WM qualifizieren.
Bei der European Q-School 2025 erreichte Cameron per Tagessieg am ersten Tag die Final Stage. Er holte sich daraufhin vier Punkte für die Rangliste, blieb jedoch ohne Tour Card. Kurz darauf nahm Cameron am Las Vegas Open der WDF teil, wo er sich bis ins Finale spielte, welches er mit 6:3 gegen Jeff Springer Jr. gewann. Da es sich dabei um ein Gold-Turnier der WDF handelte, qualifizierte er sich damit für die WDF World Darts Championship 2025. Ende Februar erreichte er bei den Port City Open USA das Halbfinale.

## Weltmeisterschaftsresultate

### BDO
- 2014: Vorrunde (1:3-Niederlage gegen  Martin Adams)
- 2015: Vorrunde (2:3-Niederlage gegen  Michel van der Horst)
- 2016: Vorrunde (0:3-Niederlage gegen  Ted Hankey)
- 2017: 1. Runde (1:3-Niederlage gegen  Danny Noppert)
- 2018: Vorrunde (2:3-Niederlage gegen  Michael Unterbuchner)
- 2019: Achtelfinale (3:4-Niederlage gegen  Kyle McKinstry)
- 2020: Vorrunde (1:3-Niederlage gegen  Nick Fulwell)

### PDC
- 2023: 2. Runde (1:3-Niederlage gegen  Danny Noppert)
- 2024: 1. Runde (1:3-Niederlage gegen  Jamie Hughes)

### WDF
- 2022: 1. Runde (1:2-Niederlage gegen  Ian Jones)

### WSDT
- 2023: 1. Runde (2:3-Niederlage gegen  Richie Howson)
- 2024: 1. Runde (1:3-Niederlage gegen  Jim Long)

## Titel

### WDF
- Gold-Turniere
  - Las Vegas Open: (1) 2025
- Bronze-Turniere
  - Québec Open: (1) 2020
  - Hub City Open: (1) 2020
- Sonstige
  - Port City Open USA: (1) 2020